# Gonocarpus salsoloides
Gonocarpus salsoloides là một loài thực vật có hoa trong họ Haloragaceae. Loài này được Rchb. ex Spreng. miêu tả khoa học đầu tiên năm 1827.